# General Sánchez Cerro (tỉnh)
Tỉnh General Sánchez Cerro (tiếng Tây Ban Nha: Provincia de General Sánchez Cerro) là một tỉnh thuộc vùng Moquegua của Peru. Tỉnh General Sánchez Cerro có diện tích 5682 km², dân số thời điểm theo điều tra dân số ngày 11 tháng 7 năm 1993 là 19327 người. Tỉnh lỵ đóng ở Omate.